# Арнальдо Ацці
Арнальдо Ацці (італ. Arnaldo Azzi, 23 грудня 1885, Ченезеллі - 25 листопада 1957, Кунео) — італійський генерал та політик.

## Біографія
Арнальдо Ацці народився 23 грудня 1885 року в  Ченезеллі. У 1910 році добровільно вступив до італійської армії. Брав участь в італійсько-турецькій війні (1911-1912). У 1913 році отримав звання лейтенанта.
Брав участь у Першій світовій війні, спочатку як командир роти, дослужився до командира батальйону 218-го піхотного полку і звання майора. За участь у бойових діях був нагороджений Хрестом «За військову доблесть».
Після закінчення війни Арнальдо Ацці ніс службу в Лівії, де брав участь у придушенні арабського повстання. Протягом 1929-1931 років командував різними батальйонами. У 1935 році отримав звання полковника і був призначений командиром 46-го піхотного  полку. Обіймав цю посаду до 1937 року. Отримавши звання бригадного генерала, був призначений командувачем Прикордонної гвардії (італ. Guardia alla frontiera) II армійського корпусу. 

### Друга світова війна
Зі вступом Італії у Другу світову війну продовжив службу в Північній Африці. З 10 грудня 1941 року по 30 липня 1942 року командував 101-ю піхотною дивізією. 21 червня його дивізія захопила Тобрук.
З 22 листопада 1942 року Арнальдо Ацці командував 41-ю піхотною дивізією у складі 9-ї армії, яка діяла в Албанії. 1 січня 1943 року отримав звання дивізійного генерала.
Коли 8 вересня 1943 року італійський уряд оголосив про підписання перемир'я з союзниками, в Албанії діяло шість італійських дивізій. Німецькі війська негайно рушили, щоб роззброїти їх і зайняти всю контрольовану Італією територію, і в більшості випадків досягнувши успіху через загальну плутанину та відсутність наказів. 11 вересня німці увійшли в Тірану та заарештували командувача групою армій «Схід» генерала Еціо Розі, вимагаючи від нього наказ італійським військам передати важке озброєння вермахту в обмін на обіцянку безпечної поведінки перед тим, як замінити його Лоренцо Далмаццо, який підтримував співпрацю з країнами Осі.
Хоча чотири з шести дивізій були швидко роззброєні, Арнальдо Ацці відмовився підкоритися наказу Розі. Тримаючи свої війська разом, він вступив у зіткнення з німцями в Круї, перш ніж розпочати впорядкований відступ у гори. 28 вересня він зустрівся з Енвером Ходжою, іншими лідерами албанського руху опору та британськими офіцерами зв'язку з Виконавчим спецопераціями, і погодився сформувати Італійське командування військ у горах (італ. Comando Italiano Truppe alla Montagna), яке було б частиною Албанської національної визвольної армії.
Великий розмір італійського контингенту створив багато логістичних труднощів, змушуючи його розбиватися на невеликі групи та вести партизанську кампанію.
Зрештою Ацці повернувся до Італії з більшістю своїх військ у червні 1944 року. Там йому було передано військове командування регіонами Лаціо, Абруцці та Умбрія в центральній Італії. Однак у грудні того ж року його було звільнено за наказом генерал-лейтенанта короля Умберто II після того, як Ацці опублікував статтю, яка закликала до демократизації, деполітизації та скорочення Збройних сил, а також висловлювала прореспубліканські настрої. Ацці у відповідь повернув отримані військові нагороди, після чого його позбавили звання.
Після того, як Італія стало республікою, Арнальдо Ацці повернули попереднє звання.

### Політична діяльність
У 1946 році Арнальдо Ацці був обраний до Конституційної Асамблеї Італії від Італійської республіканської партії. У січні 1948 року Ацці вийшов з партії на знак незгоди з рішенням керівництва підтримати прем'єр-міністра Альчіде де Гаспері у відстороненні міністрів-комуністів і соціалістів. Він заснував недовговічний Народно-республіканський альянс, який виступав як частина Народно-демократичного фронту на виборах 1948 року, коли Ацці було переобрано. Пізніше партія об’єдналася з Італійською соціалістичною партією.
У 1948-1953 роках був заступником голови Комітету оборони Палати депутатів.
Арнальдо Ацці був масоном, членом «Великого Сходу Італії» (італ. Grande Oriente d'Italia) і 11 березня 1945 року отримав патент 31-го ступеня Стародавнього та прийнятого шотландського обряду (англ. Ancient and Accepted Scottish Rite).
Помер в Кунео 25 листопада 1957 року у віці 71 року.

## Нагороди
- Кавалер Військового ордена Італії
- Хрест «За військову доблесть»
- Кавалер Ордена Корони Італії
- Офіцер Ордена Корони Італії
- Пам'ятна медаль Італо-австрійської війни 1915—1918 з чотирма зірками
- Медаль Перемоги
- Пам'ятна медаль на честь об'єднання Італії.